# Metatachardia yunnanensis
Metatachardia yunnanensis är en insektsart som beskrevs av Zhang, Z.S. 1992. Metatachardia yunnanensis ingår i släktet Metatachardia och familjen Kerriidae. Inga underarter finns listade i Catalogue of Life.